# レネ・オウセマン
- レネ・ハウスマン
- レネ・オウスマン

レネ・オウセマン（René Orlando Houseman、1953年7月19日 - 2018年3月22日）はアルゼンチン、ラ・バンダ出身の元アルゼンチン代表サッカー選手。ポジションはFW。希に英語読みの、ハウスマンと表記されることがある。

## 経歴
キャリアのほとんどをCAウラカンで過ごし、プリメーラ・ディビシオン では通算269試合で122得点を挙げた。
アルゼンチン代表としては55試合で13得点を挙げ、2度のワールドカップに出場、1974年のワールドカップでは1次リーグで2得点、2次リーグで1得点の計3得点を挙げた。1978年地元開催のワールドカップにおいては、2次リーグ最終節のペルーとの対戦で1得点を挙げ、オランダとの決勝でも途中出場、優勝を果たした。

## タイトル

### 選手時代
- アルゼンチン代表
  - ワールドカップ : 1978
- ウラカン
  - メトロポリターノ : 1973
- CAインデペンディエンテ
  - コパ・リベルタドーレス : 1984
  - インターコンチネンタルカップ : 1984